# Teatro di Asmara
Il Teatro di Asmara è un teatro che si trova ad Asmara, la capitale dell'Eritrea. È uno degli edifici più significativi del periodo italiano della città.

## Storia

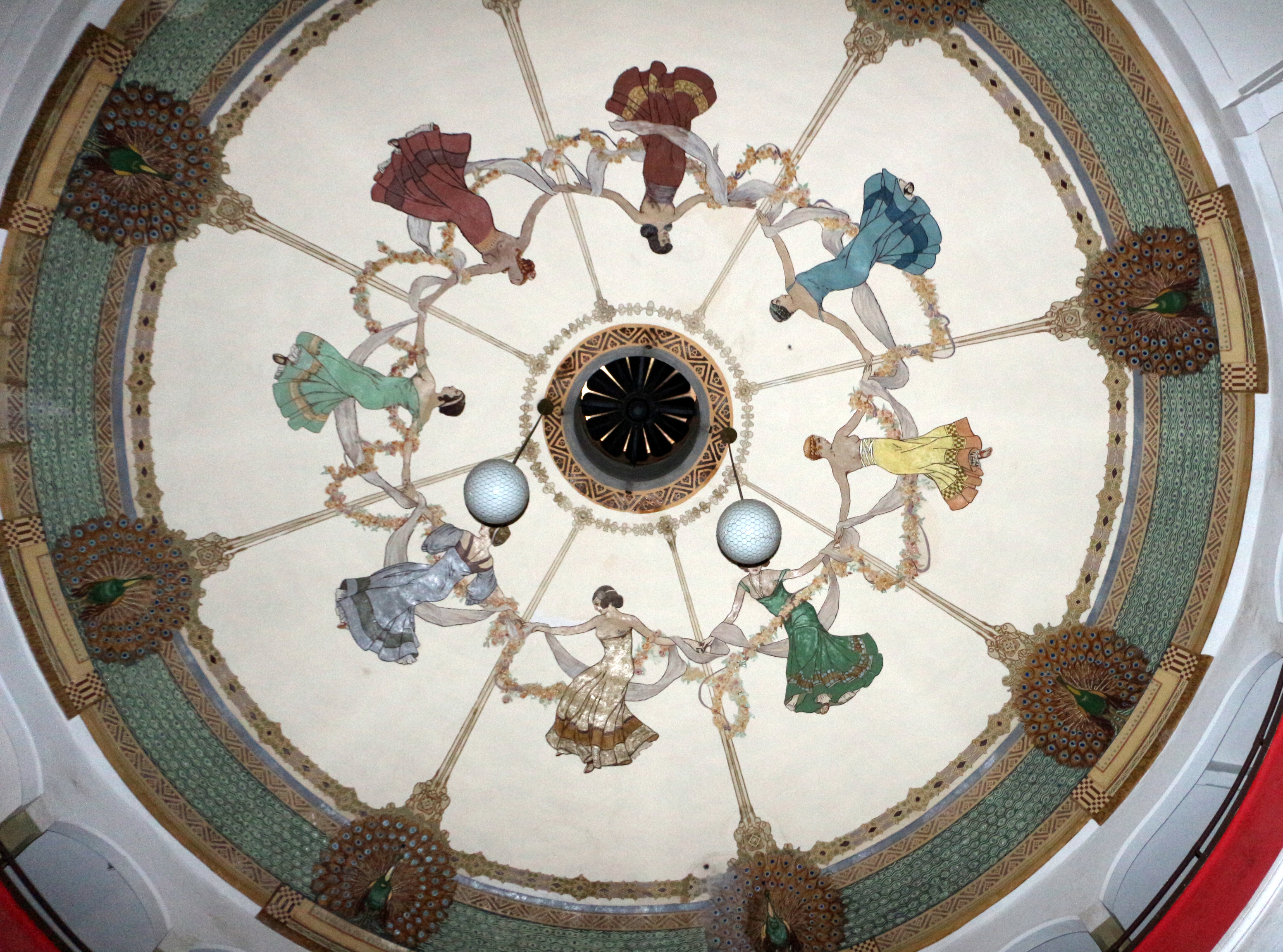
Il soffitto dipinto

Il Teatro fu progettato dall'architetto di Busalla Odoardo Cavagnari nel 1918 e realizzato nel 1920 per la allora capitale della Colonia eritrea. Nel 1936 fu ingrandito.

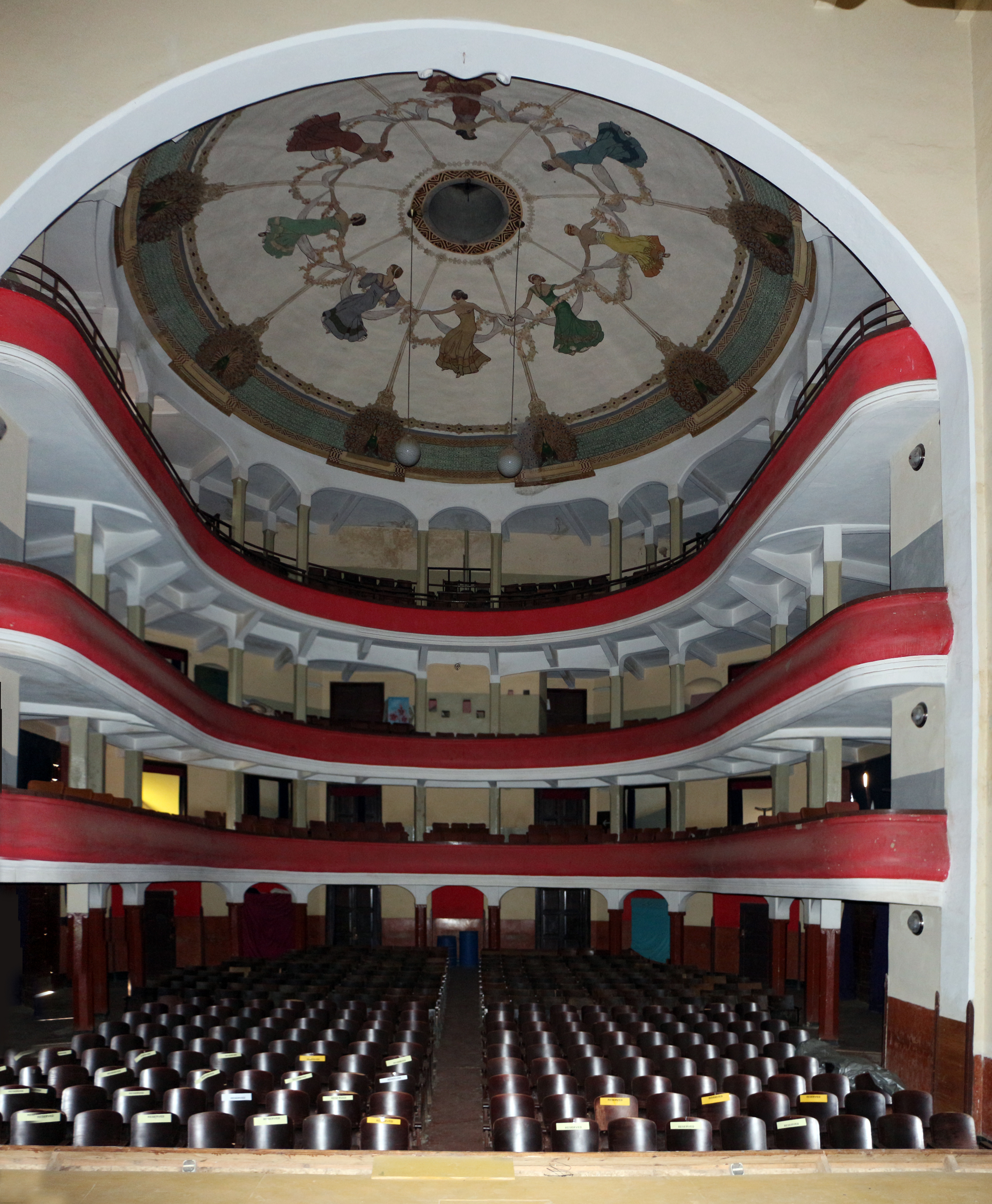
Interno della sala

L'edificio si affaccia sulla principale arteria della città, allora chiamata Corso Italia e ora viale Harnet, all'angolo con Via Beleza. Il teatro è leggermente rialzato rispetto alla strada, e davanti vi è una fontana a forma di conchiglia in stile rinascimentale, circondata a due scaloni che salgono fino all'entrata. Questa è posta sotto un porticato in stile romanico con colonne corinzie.
Dalla cancellata si accede al foyer, che a sua volta dà accesso alla sala. Questa ha tre ordini di palchi e può ospitare un totale di 750 spettatori. Il soffitto della sala è dipinto in stile Art Nouveau da Francesco Saverio Fresa e raffigura dodici danzatrici.
La sala si chiamò Teatro di Asmara fino a quando i proprietari italiani lo vendettero allo stato etiope nel 1952.
Nel teatro venivano rappresentate sia opere di prosa, come i drammi di Pirandello, sia opere liriche, in particolare quelle di Puccini e di Verdi, interpretate da cantanti italiani.
Fino al colpo di stato di Menghistu Hailé Mariàm nel teatro di Asmara si esibivano artisti italiani come Renato Rascel e Renato Carosone.
Dopo l'indipendenza dell'Eritrea, nel 1993 il teatro passò nella proprietà del nuovo Stato. Nel foyer ora c'è un caffè; il teatro è oggi usato occasionalmente.